# Malasaurus
Malasaurus es un género extinto de terápsido terocéfalo que existió en Rusia. La especie tipo es Malasaurus germanus.